# 朝市 (佐世保市)
本項目では、長崎県佐世保市において開かれている朝市（あさいち）について説明する。

## 概要
佐世保市の中心部、佐世保港に面した万津町（よろづちょう）において午前3時から午前9時ごろまで開催されている。定休日は毎月第1・第3日曜日。
通常は市営駐車場として使われている屋根付きの用地に約250の店舗が開かれ、鮮魚や青果、花や植木など多種多彩な品物が販売される。
年明けの1月10日にはぜんざい会が行われ、ぜんざいが来場者らに振る舞われる。2001年（平成13年）6月からは毎月第2・第4土曜日に一般客も参加できる「せり市」が開催されている。

## 沿革
戦前、現在アルバカーキ橋が架かっている付近の佐世保川沿いにおいて自然発生的に始まった。1971年（昭和46年）7月より現在地で開催されるようになっている。